# UU Андромеды
UU Андромеды (лат. UU Andromedae) — двойная затменная переменная звезда типа Алголя (EA) в созвездии Андромеды на расстоянии приблизительно 3079 световых лет (около 944 парсеков) от Солнца. Видимая звёздная величина звезды — от +14,2m до +11,2m. Орбитальный период — около 1,4863 суток.

## Характеристики
Первый компонент — белая звезда спектрального класса A8IV/V, или F0V*, или F5. Масса — около 1,84 солнечной, радиус — около 2,27 солнечных, светимость — около 10,354 солнечных. Эффективная температура — около 6872 K.
Второй компонент — оранжевый субгигант спектрального класса K5IV, или K6IV, или K7IV. Масса — около 0,46 солнечной, радиус — около 2,89 солнечных, светимость — около 1,03 солнечной.